# Disputationes (römische Jurisprudenz)
Disputationes (von lateinisch disputatio ‚Erörterung, Unterredung, Abhandlung‘) bezeichneten im römischen Recht eine Literaturgattung, die aus der klassischen Jurisprudenz unter diesem Titel herrührt. 
Disputationes widmen sich ausführlich der Besprechung von Rechtsfällen aus Theorie und Praxis. Wie die Quaestiones zählen sie zur Schriftgattung der Problemliteratur. Eine solche stellt sich die Aufgabe, über erkannte Rechtsprobleme zu diskutieren, um nach der Erörterung Lösungsmuster festzuhalten. Technisch wird diese breit angelegte Literaturgattung gegenüber den fallbezogenen Gutachten (responsa) abgegrenzt. Gegenüber Kommentaren (etwa Ad edicta), die eher der Zusammenstellung von Anmerkungen für das bessere Verständnis des Lesers dienen, und sonstigen erläuternden Schriften (regulae, definitiones, sententiae) kann ebenfalls abgegrenzt werden.
Als Autor von disputationes hat sich der Spätklassiker Ulpian hervorgetan, der unter Kaiser Caracalla zehn Bücher Publicae disputationes verfasste, die auch ordentlich überliefert sind. Ulpian trug viel dazu bei, dass die in der Praxis gewonnenen Erkenntnisse  systematisch aufgearbeitet und differenziert werden. Auch erfand der Fallkonstellationen mit abweichenden Mustern, sodass daran allgemeines Problembewusstsein ausgebildet und geschärft werden konnte. Auf sogar sechzig Bücher war das Werk Tryphonins angelegt, einundzwanzig davon wurden tatsächlich veröffentlicht.